# Bastei
Pour les articles homonymes, voir Bastei (homonymie).
 (décembre 2016).
Si vous disposez d'ouvrages ou d'articles de référence ou si vous connaissez des sites web de qualité traitant du thème abordé ici, merci de compléter l'article en donnant les références utiles à sa vérifiabilité et en les liant à la section « Notes et références ».

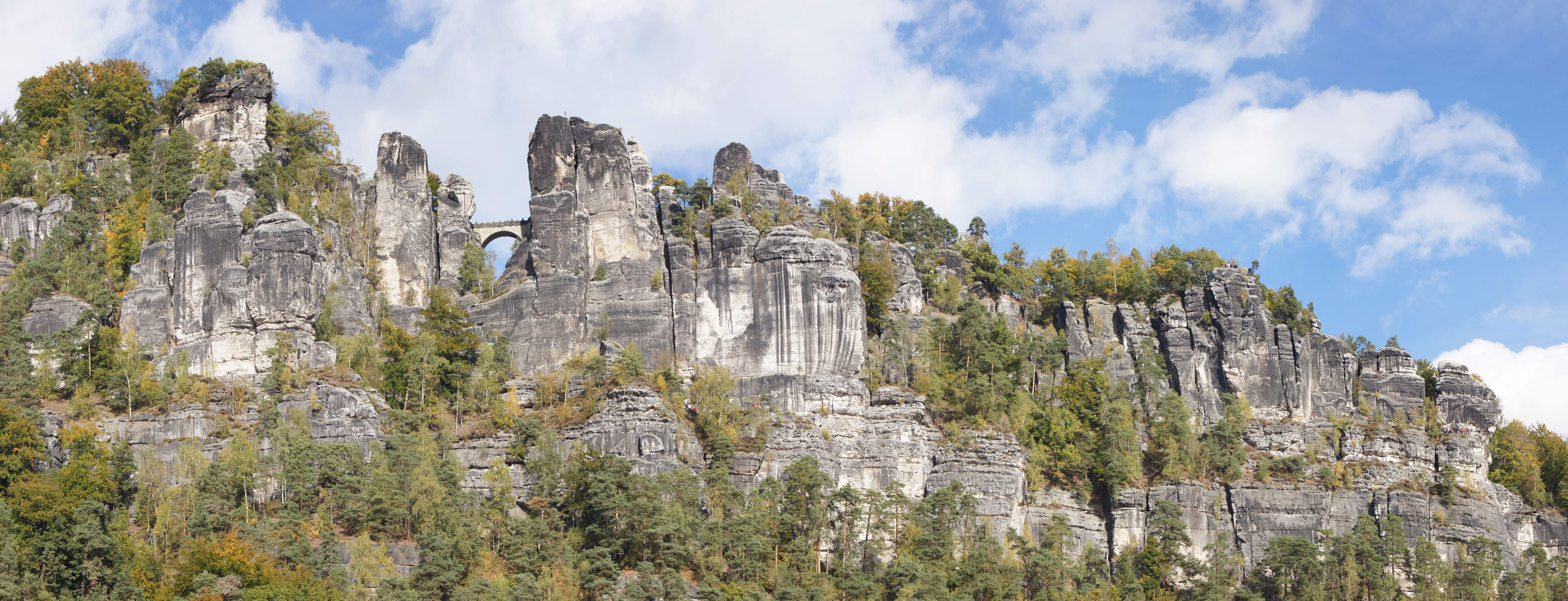
Le massif de la Bastei vu depuis l'Elbe. Le pont est visible au centre).

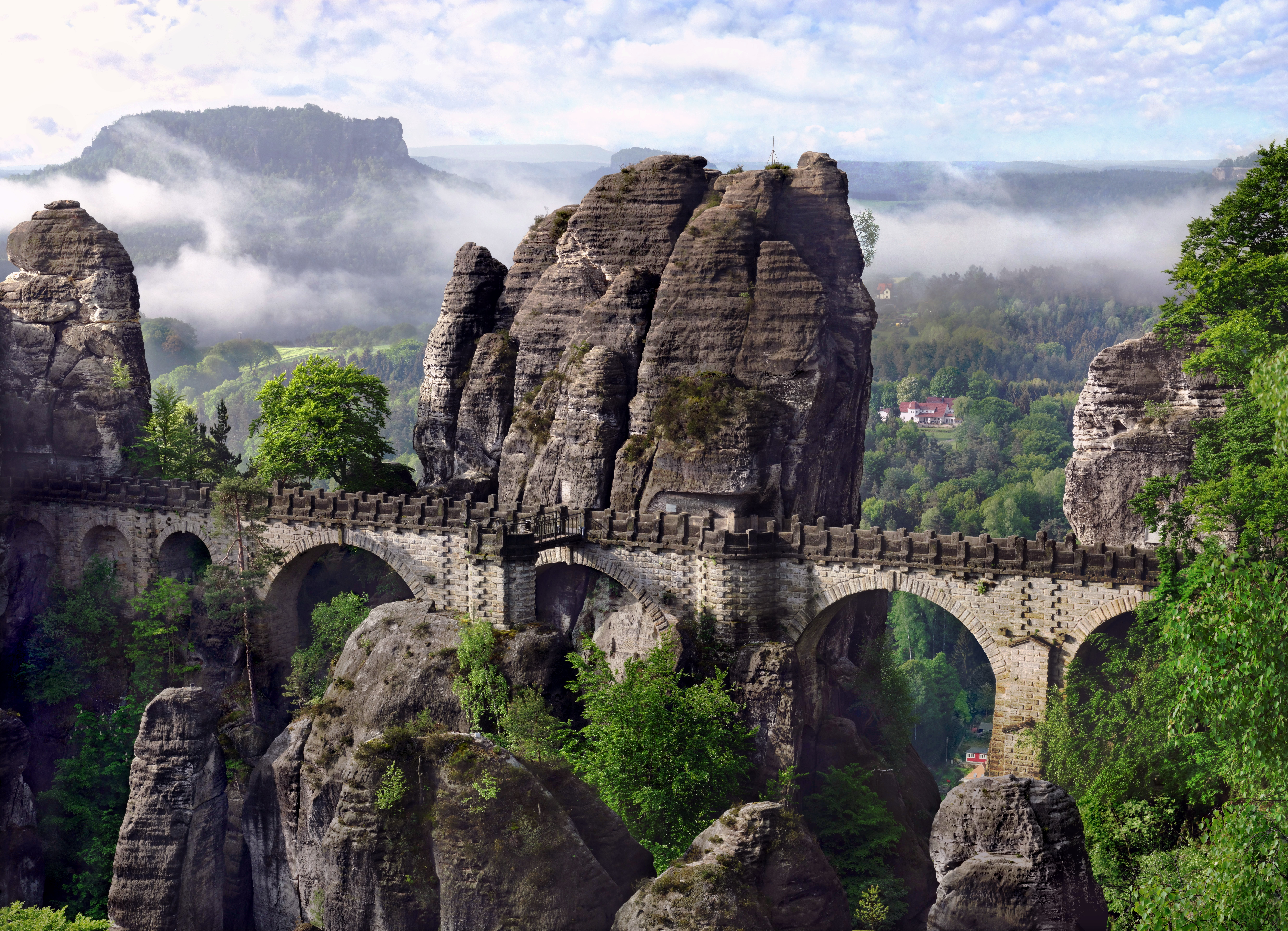
Le pont de la Bastei.

La Bastei (en français : le bastion) est une formation rocheuse située en Allemagne, au sud-est de Dresde, dans la région Suisse saxonne. À 305 m d'altitude, elle domine l'Elbe de 194 m et offre un panorama sur le fleuve et le massif gréseux de l'Elbe. La Bastei compte parmi les attractions touristiques les plus importantes de la Suisse saxonne.

## Histoire
Cette formation rocheuse a été sculptée par l'érosion de l'eau il y a un million d'années.

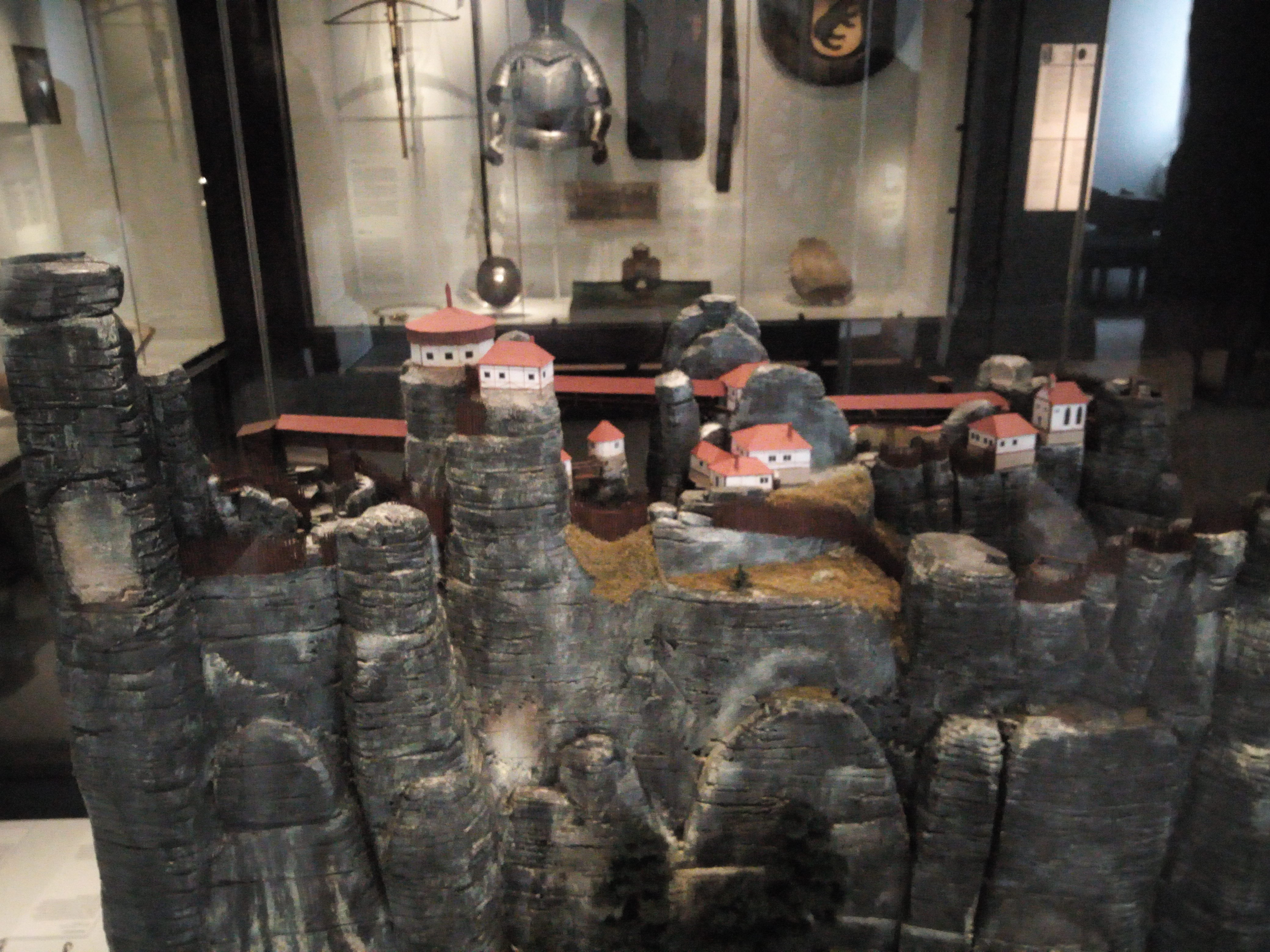
Maquette du château Felsenburg Neurathen et des rochers.

Le nom de bastion s'explique par la présence au Moyen Âge d'un château fort à vocation défensive érigé au 12e siècle nommé Neurathen (allemand : Felsenburg Neurathen). Construit par les Sorabes au sommet de la crête rocheuse sur une distance de 700 mètres, et taillé en partie dans le roc, il était le plus grand château fort de la Suisse saxonne jusqu'en 1469, date à laquelle il fut conquis et incendié.

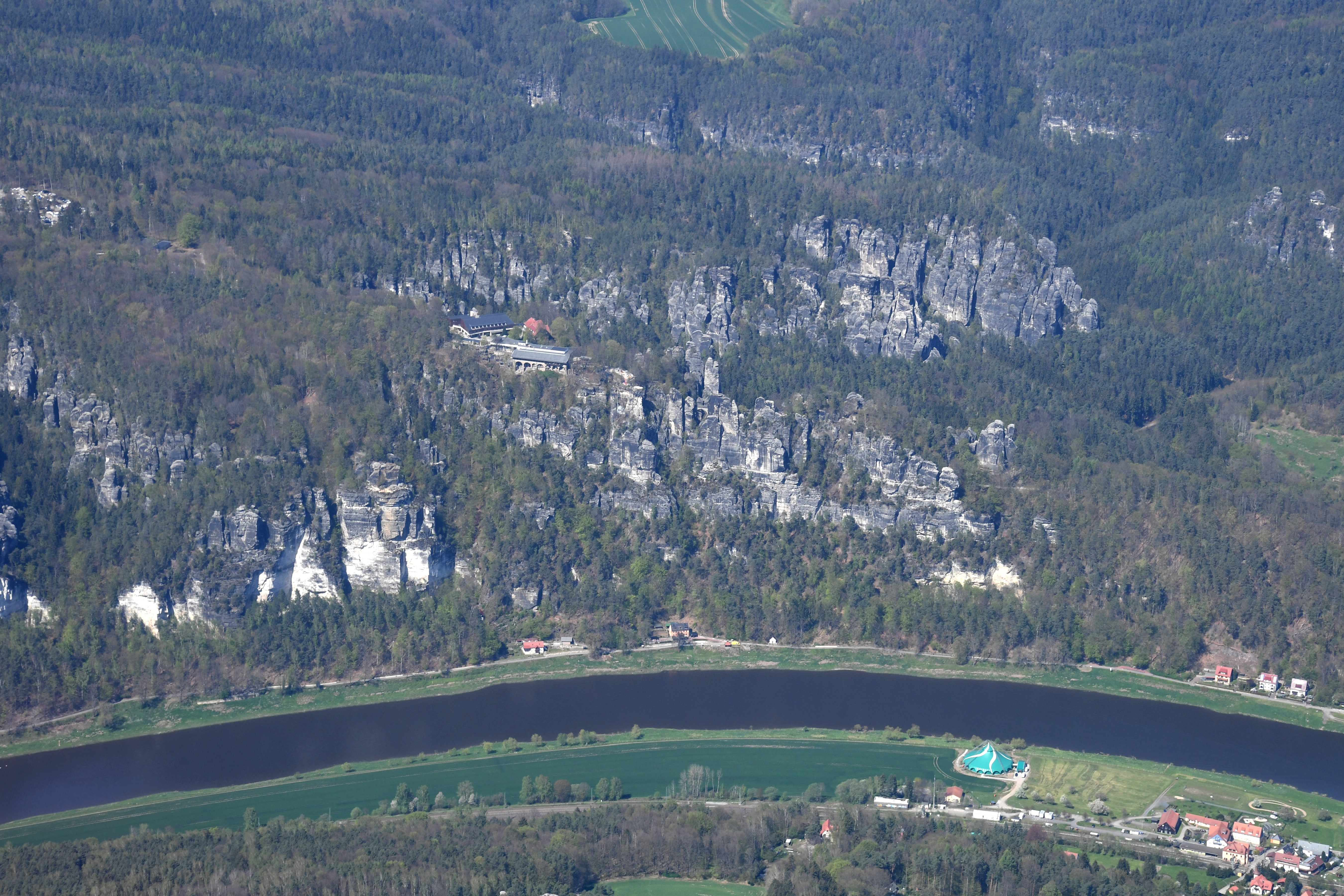
Vue aérienne de la Bastei.

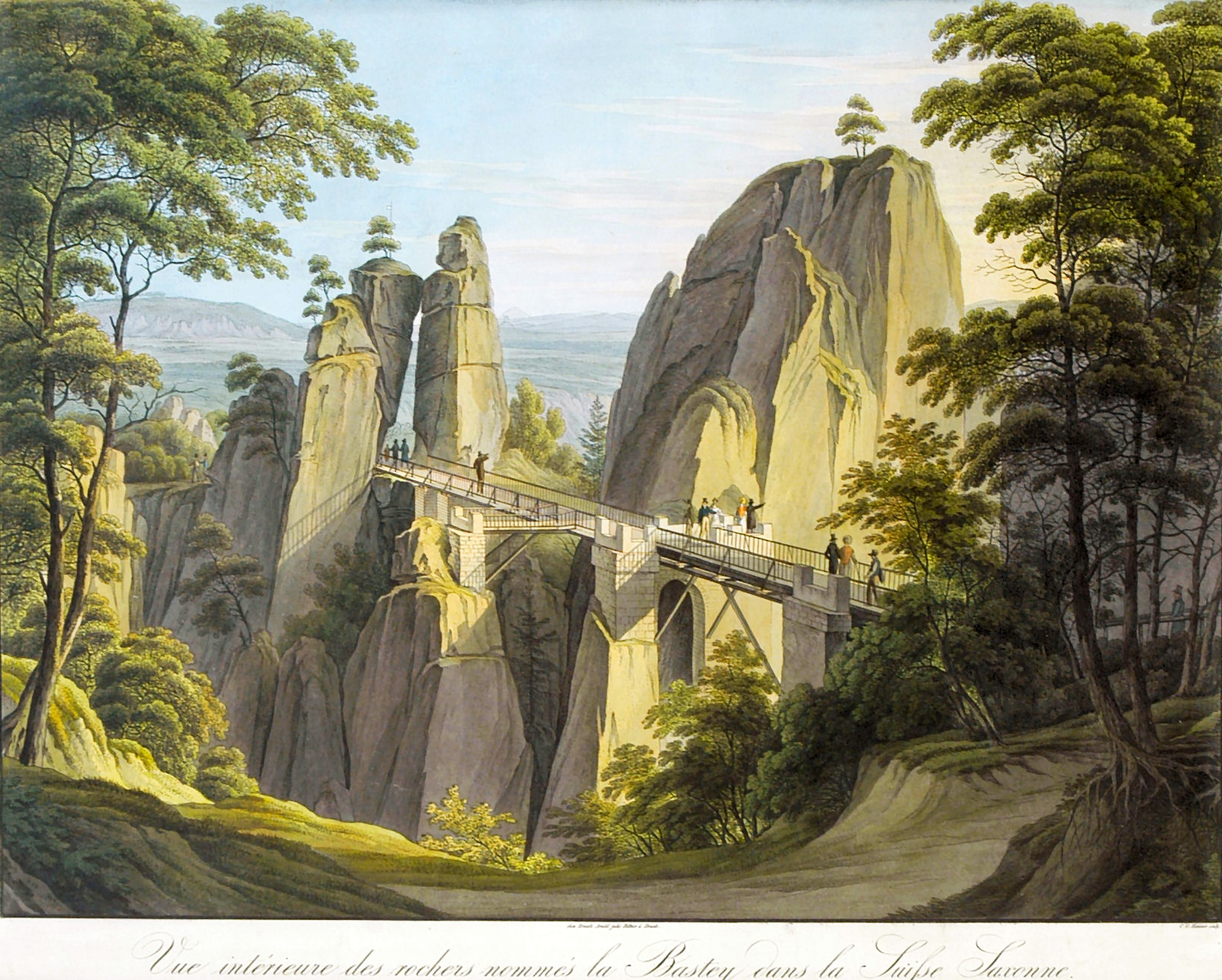
Le pont de bois du Bastion (1826)

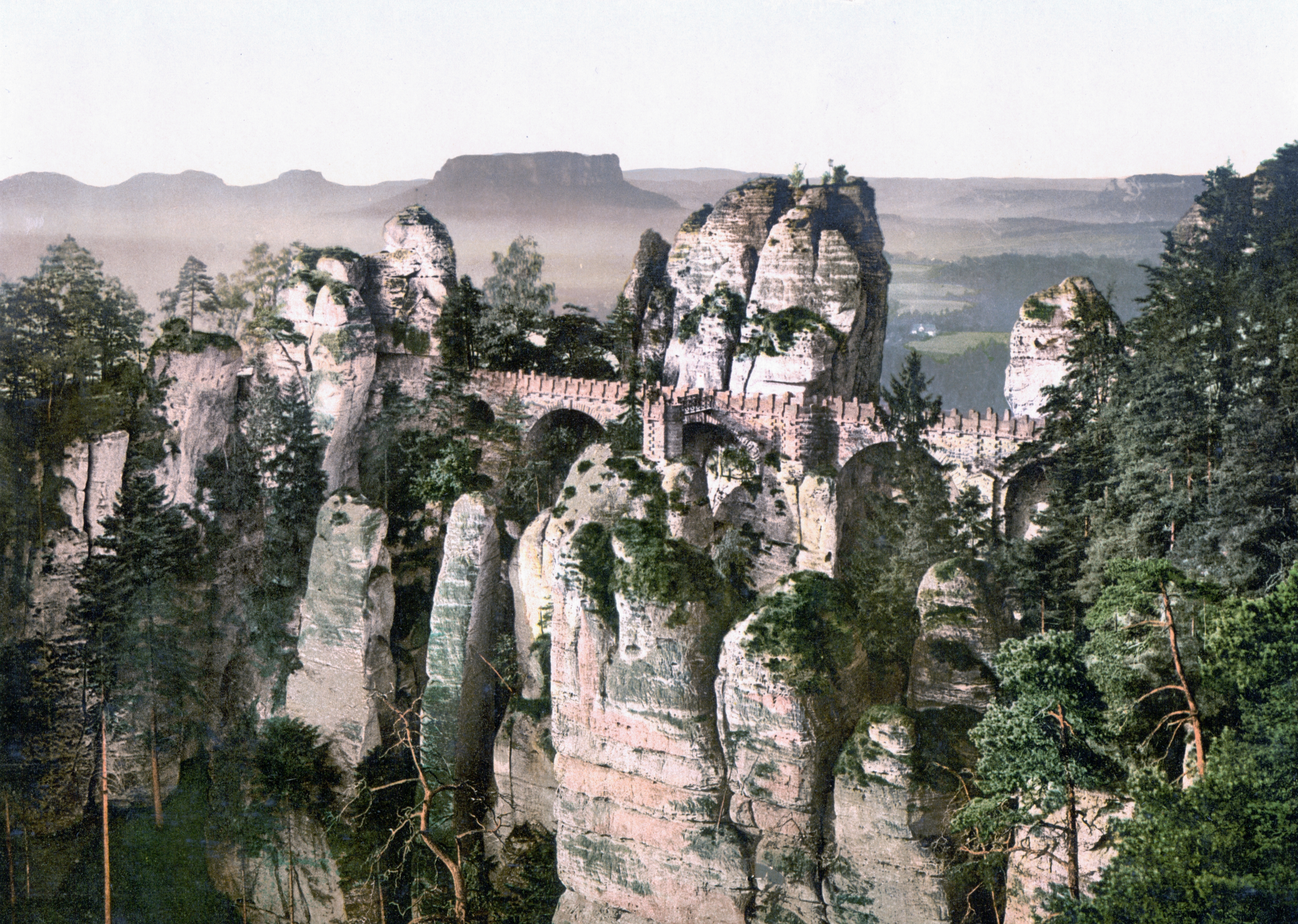
La Bastei vers 1900

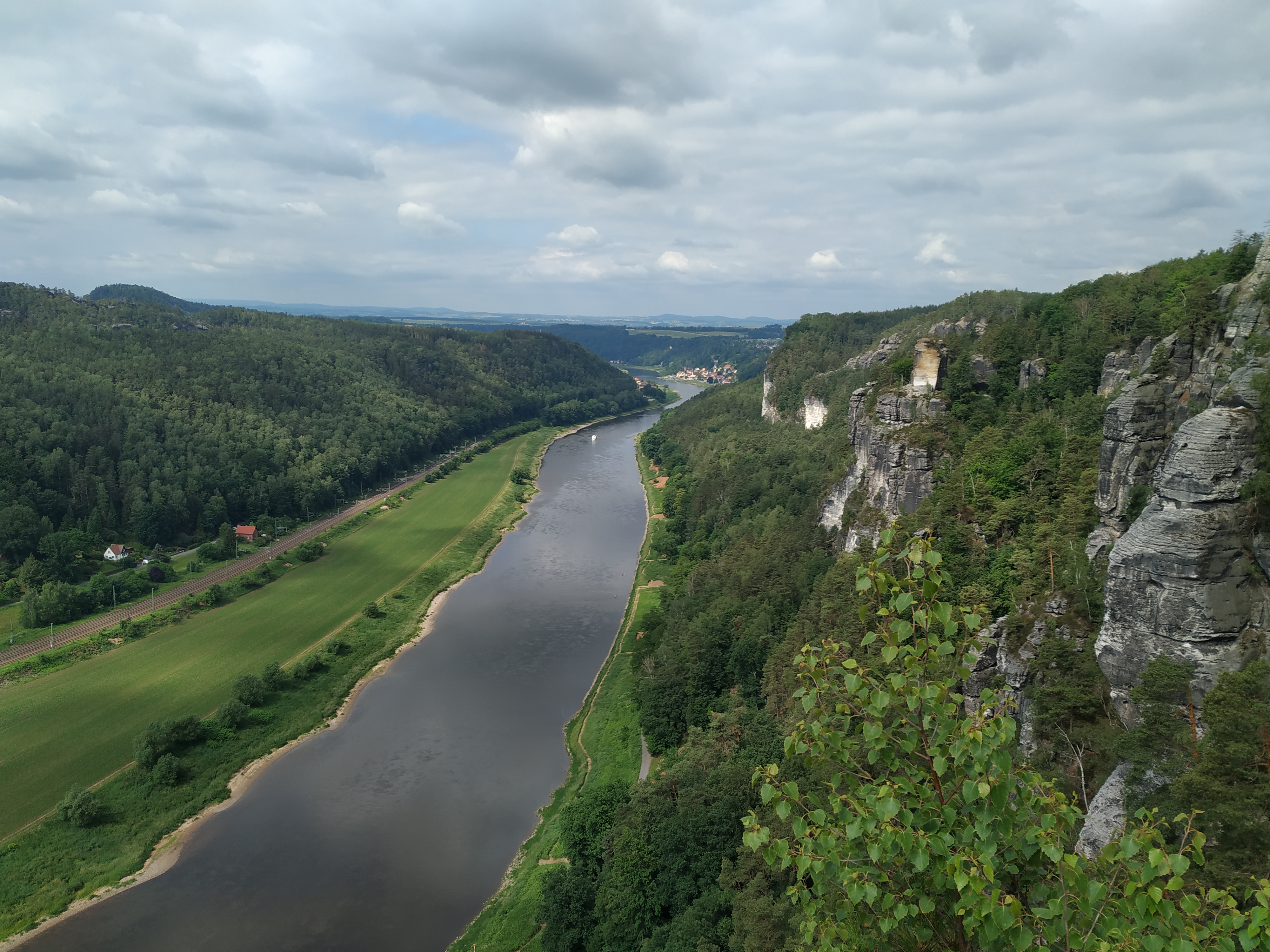
Perspective sur l'Elbe

La première mention documentée du site de Bastei, sous le nom de Pastey, remonte à 1592. Au cours de la découverte et du désenclavement touristique de la Suisse saxonne, le Bastion s'est révélé être un des premiers lieux d'intérêt. Ainsi en 1798, le point de vue est mentionné pour la première fois dans un récit de voyage par Christian August Gottlob Eberhard. Au début le site n'est accessible que par les villes de Wehlen et Lohmen, par la suite un chemin des peintres (Malerweg en allemand) permet à de nombreux artistes de se rendre à la Bastei. Caspar David Friedrich peint le Paysage de rochers du massif gréseux de l'Elbe (Felsenlandschaft im Elbsandsteingebirge en allemand) en 1822/23.
En 1826, un pont en bois fut construit pour relier les différents rochers pour les visiteurs. Ensuite, en 1851, l'actuel pont en grès fut mis en place pour accueillir un nombre toujours croissant de touristes. Ce pont mesure 76,5 mètres de long et enjambe avec ses sept arches une combe de 40 m de profondeur.

## Tourisme

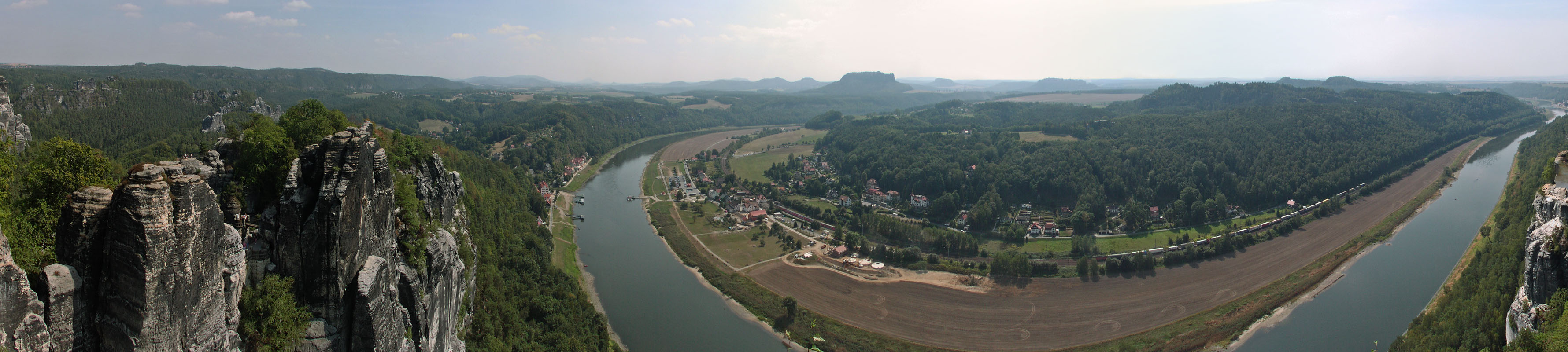
Panorama sur la vallée de l'Elbe depuis le Bastion

Les infrastructures d'accueil se sont aussi constamment développées (restauration, hôtellerie, route) pour accueillir toujours plus de visiteurs. Aujourd'hui l'accès à une partie du site, les ruines du château-fort de Neurathen, est payant. On peut y observer, creusées dans le roc, des pièces et la citerne utilisée pour recueillir l'eau de pluie du château, et une catapulte reconstruite ainsi que des projectiles en pierre retrouvés sur place.

## Protection de la nature
Dès le début du XXe siècle, des protecteurs de la nature se sont impliqués pour protéger ce paysage rocheux unique autour du Bastion. C'est ainsi que fut empêché un projet de construction de voie ferrée. Dès 1938, la Bastei fut déclarée première réserve naturelle du massif gréseux de l'Elbe. Aujourd'hui, la zone se trouve au cœur du parc national de la Suisse saxonne, où la réglementation sur la protection est très stricte.